# Stadsschouwburg Amsterdam

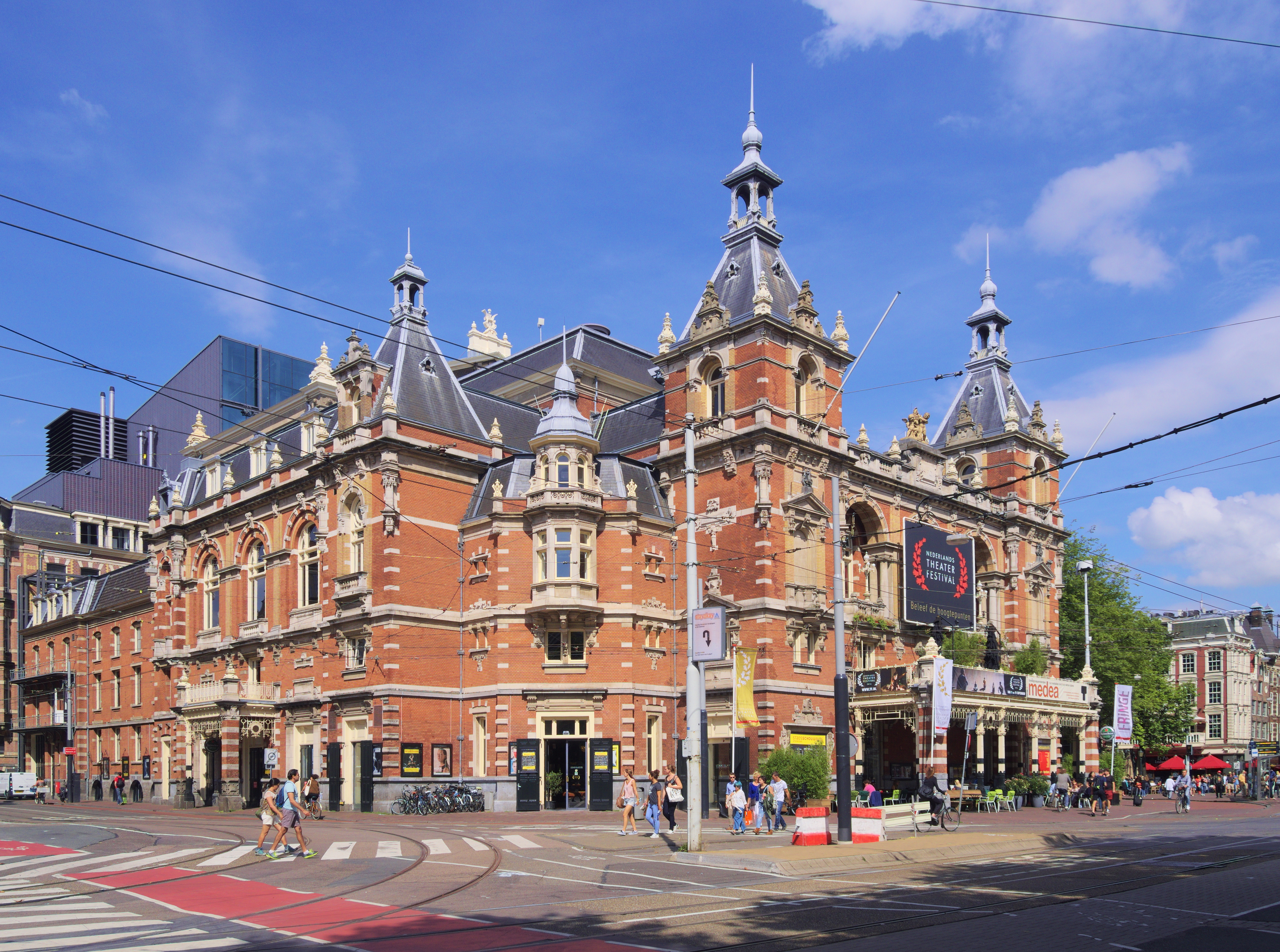
Stadsschouwburg

Die Stadsschouwburg Amsterdam (Stadttheater Amsterdam) ist ein traditionsreiches Theater am Leidseplein in Amsterdam.
Nach dem Zusammenschluss mit der Toneelgroep Amsterdam (Theatergruppe Amsterdam) firmiert es nun unter dem Namen Internationaal Theater Amsterdam (ITA).

## Geschichte
Das Stadttheater stand ursprünglich an der Keizersgracht, ein hölzernes Theater, das 1638 durch ein Gebäude des niederländischen Architekten Jacob van Campen (1595–1657) ersetzt wurde. Dieses brannte 1772 ab und man errichtete ein neues in klassizistischem Stil am Leidseplein. Doch am 20. Februar 1890 ging das hölzerne Gebäude ebenfalls in Flammen auf.
Die Architekten Van Gendt und Springer entwarfen ein neues Theater und gestalteten die Fassade im Renaissancestil. 1894 wurde das Theater in der heutigen äußeren Form eingeweiht.
Da auch  Barockoper, Ballett und Dance performances gezeigt werden, ist es auch bei Touristen ein viel frequentierter Besuchsort.
Die Stadsschouwburg und die Toneelgroep Amsterdam (Theatergruppe Amsterdam) schlossen sich zum 1. Januar 2018 zusammen und firmieren seit der Saison 2018/2019 unter dem Namen „Internationaal Theater Amsterdam“ (ITA).